# Ero cambridgei
Espèce
Ero cambridgei est une espèce d'araignées aranéomorphes de la famille des Mimetidae.

## Distribution
Cette espèce se rencontre en Europe, aux îles Canaries, en Turquie, en Israël, en Sibérie, en Corée du Sud et au Japon.

## Description

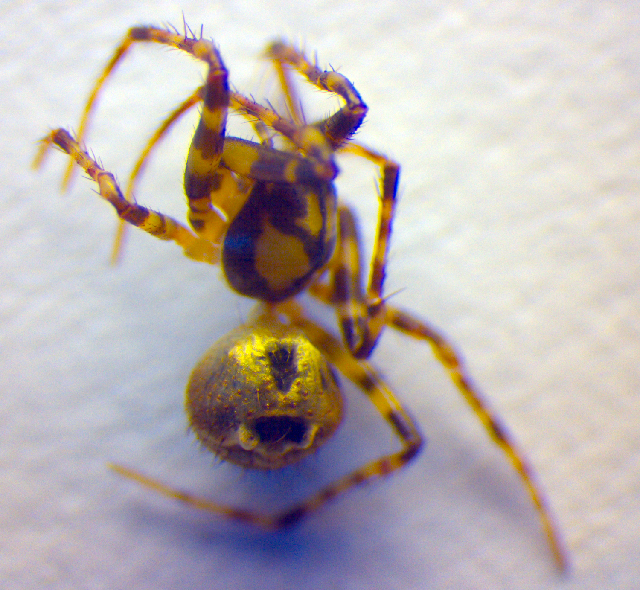
Ero cambridgei ♀

Les mâles mesurent de 1,8 à 2,9 mm et les femelles de 2,5 à 3,2 mm.

## Systématique et taxinomie
Cette espèce a été décrite par Kulczyński en 1911.

## Publication originale
- Kulczyński, 1911 : « Fragmenta Arachnologica. XVI, XVII. » Bulletin international de l'Académie des Sciences de Cracovie, Classe des Sciences Mathématiques et Naturelles, vol. 1911, p. 12-75.